# 羅湖 (香港)

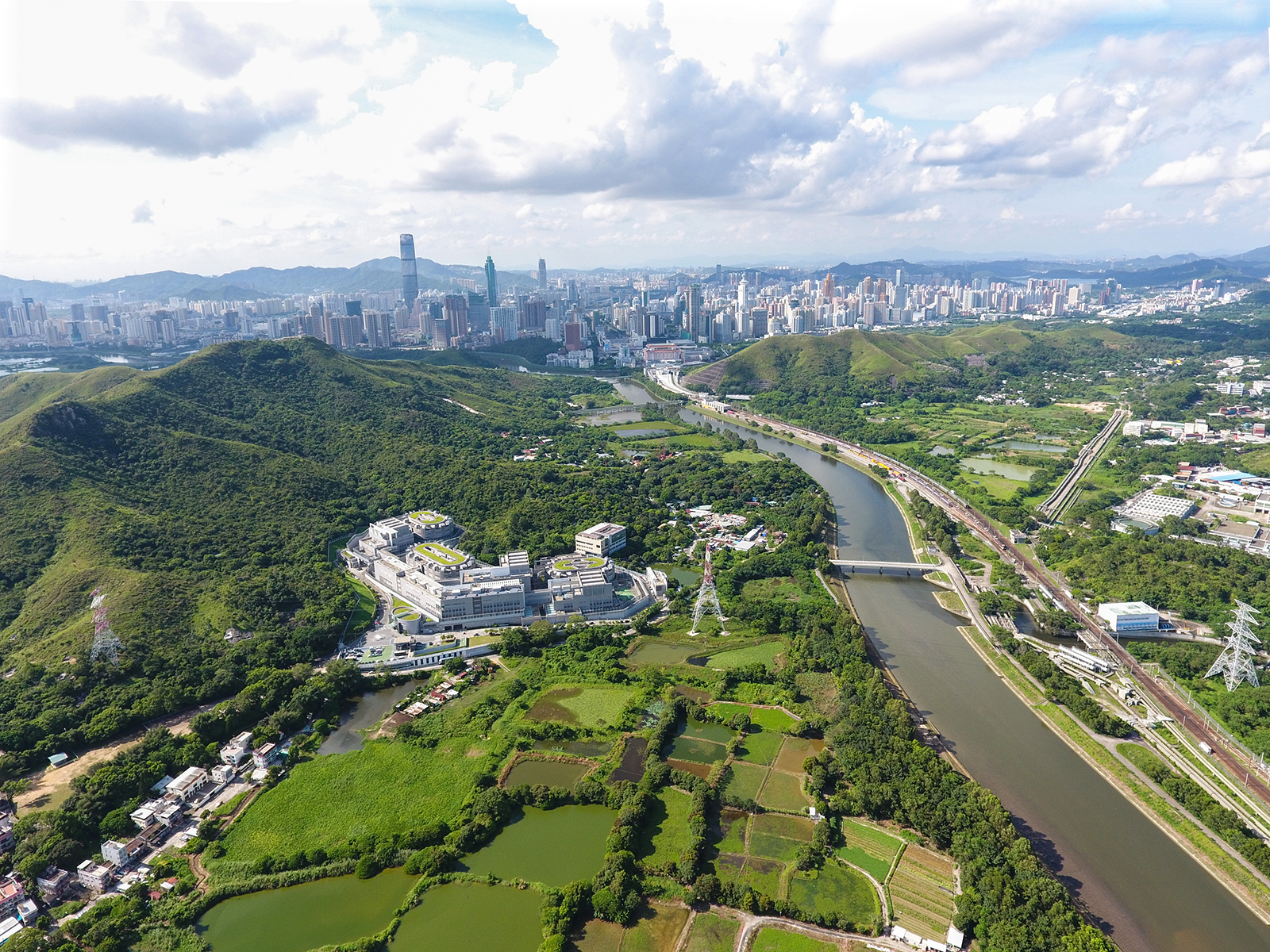
羅湖

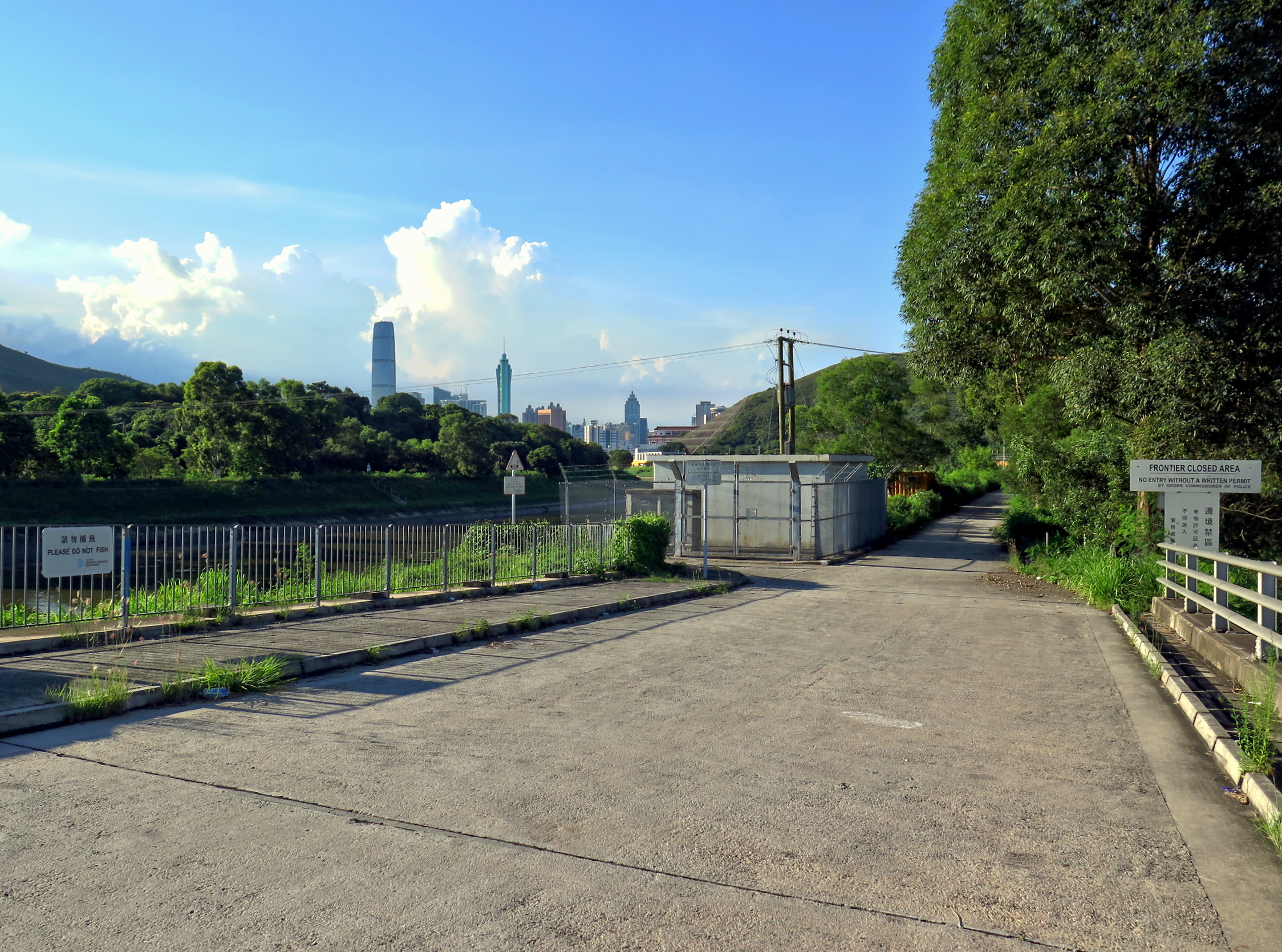
羅湖邊境禁區告示牌

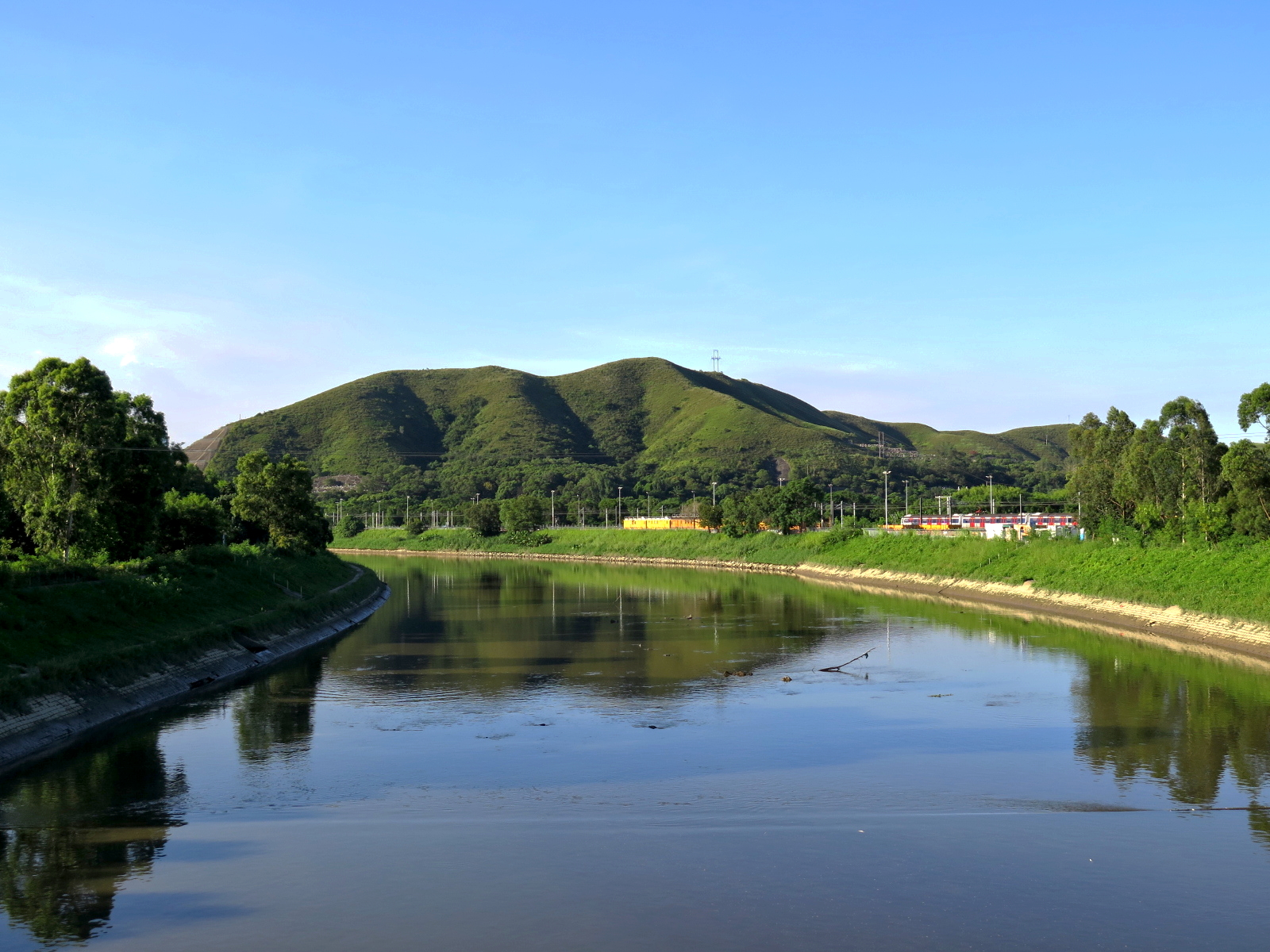
沙嶺

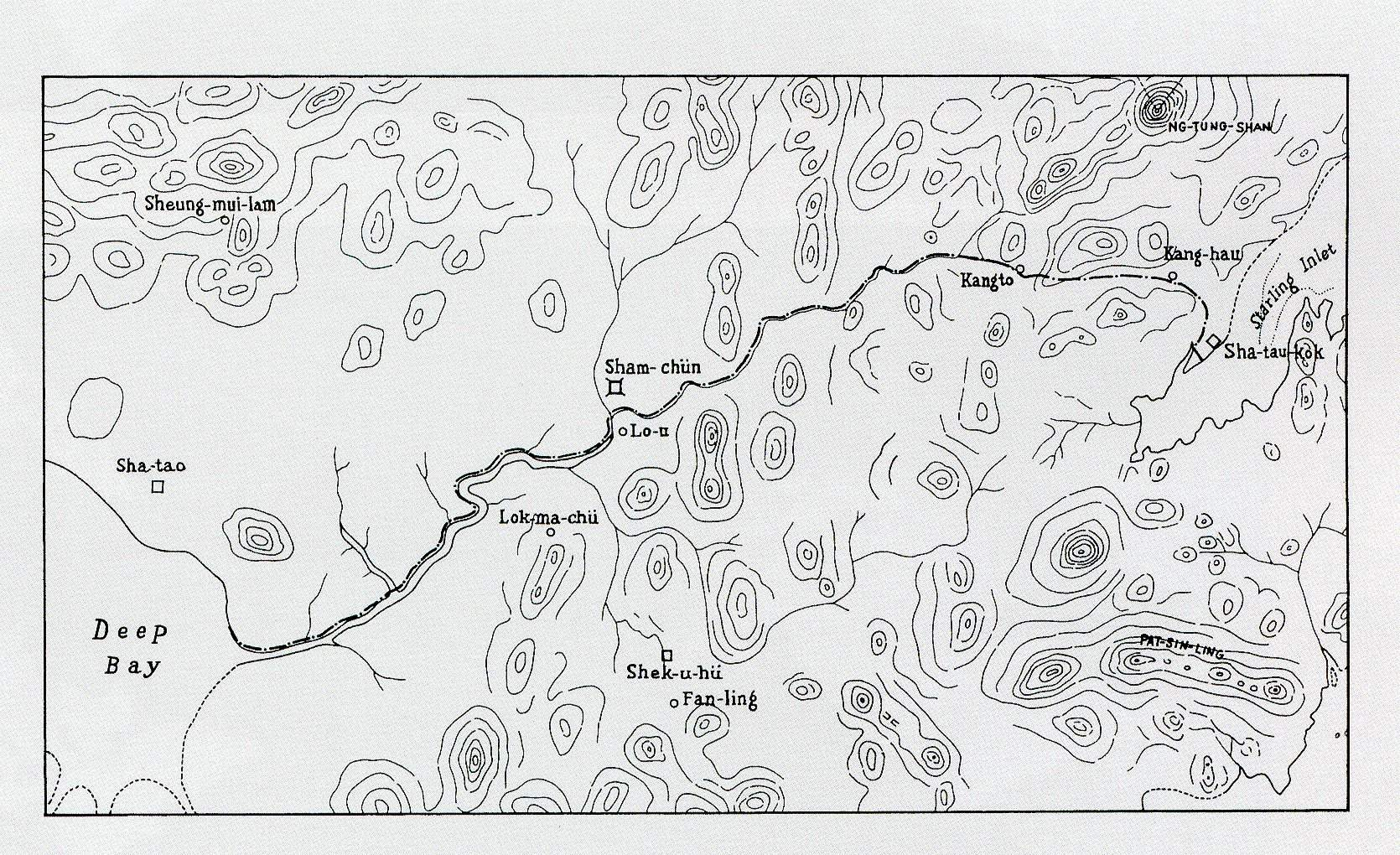
1898年《展拓香港界址專條》附圖中的羅湖（Lo-U）

羅湖（英語：Lo Wu）位於香港及深圳的交界處。自從1898年6月9日，清朝及英國在北京簽訂《展拓香港界址專條》後，羅湖就被一分為二：深圳河以北的羅湖未被租借，今為深圳市羅湖區，而深圳河以南的羅湖則屬於香港，現歸北區管理。
在香港一邊的羅湖，是屬於邊境禁區，只有當地居民、要到羅湖工作的人，及需要經羅湖往返香港及深圳的人士才能進入。
羅湖設有港鐵東鐵綫羅湖站，在1949年廣州戰役至1979年穗港直通車復行前，是九廣鐵路英段的終點，唯一的鐵路跨境地點。前往中國大陸的人士在此車站下車後，通過香港一方的口岸，辦妥出境手續，橫過位於深圳河上的羅湖橋，進入另一方的關卡入境深圳。至1980年代，由於交流增加需要，深圳興建聯檢大樓，處理出入境人流。港英政府為減輕紅磡和羅湖站在1985至1987年間的壓力，計劃於新界西區建設落馬洲過境通道，1990年元旦假前完成。
羅湖附近有一個沙嶺墳場，可在上水站乘搭九巴73K路線前往。

## 區議會議席分佈
羅湖人口不足以成為一個區議會選區，往往跟鄰近的河上鄉、古洞及雙魚河沿線等鄉村範圍劃為同一個選區。
| 年度/範圍 | 2000-2003    | 2004-2007    | 2008-2011    | 2012-2015    | 2016-2019    | 2020-2023    |
| --------- | ------------ | ------------ | ------------ | ------------ | ------------ | ------------ |
| 整個羅湖  | 上水鄉郊選區 | 上水鄉郊選區 | 上水鄉郊選區 | 上水鄉郊選區 | 上水鄉郊選區 | 上水鄉郊選區 |